# فلوینگ اسپرینگز (آریزونا)
فلوینگ اسپرینگز (به انگلیسی: Flowing Springs) یک منطقهٔ مسکونی در ایالات متحده آمریکا است که در آریزونا واقع شده‌است. فلوینگ اسپرینگز ۴٫۴۳ کیلومتر مربع مساحت و ۲۵٬۵۳۶ نفر جمعیت دارد و ۱٬۴۰۳٫۹۳ متر بالاتر از سطح دریا واقع شده‌است.